# Notts County FC
Notts County FC är en engelsk professionell fotbollsklubb i Nottingham, grundad 1862 och är den äldsta professionella fotbollsklubben i världen (amatörklubben Sheffield är fem år äldre). Hemmamatcherna spelas på Meadow Lane. Smeknamnet är The Magpies ("Skatorna"). Klubben spelade säsongen 2019/2020 till 2022/2023 i National League.
Notts County har spelat i The Football League, numera kallad English Football League, ända sedan ligans grundande 1888 och har blivit upp- eller nedflyttade hela 29 gånger (till och med säsongen 2017/18), vilket är ligarekord. 2019 blev klubben nedflyttad till National League efter 131 år i Football League. 2023 vann klubben kvalfinalen på Wembley och spelar åter i League two. 

## Historia

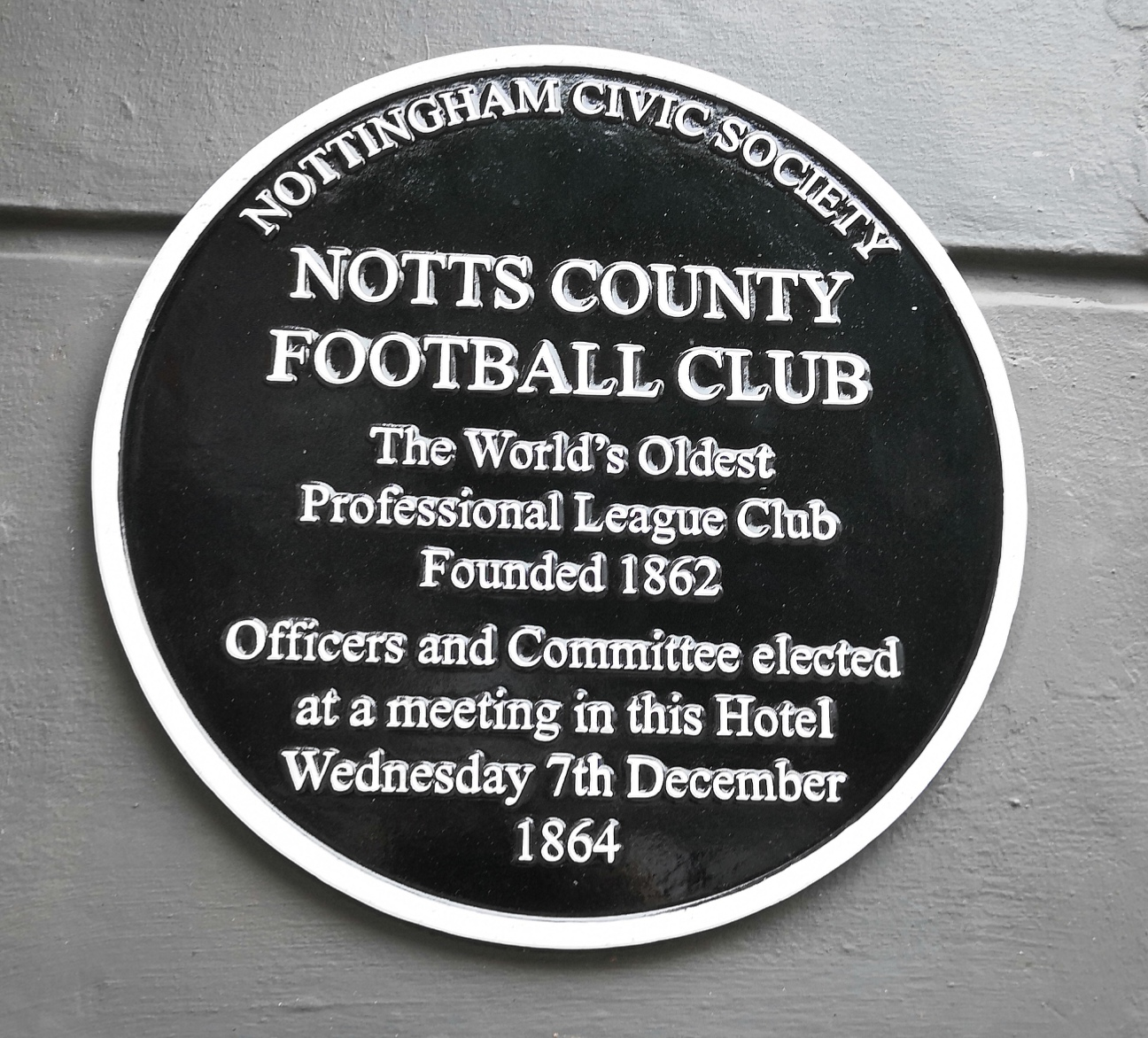
Minnestavla över klubbens grundande som sitter på ett hotell i Nottingham.

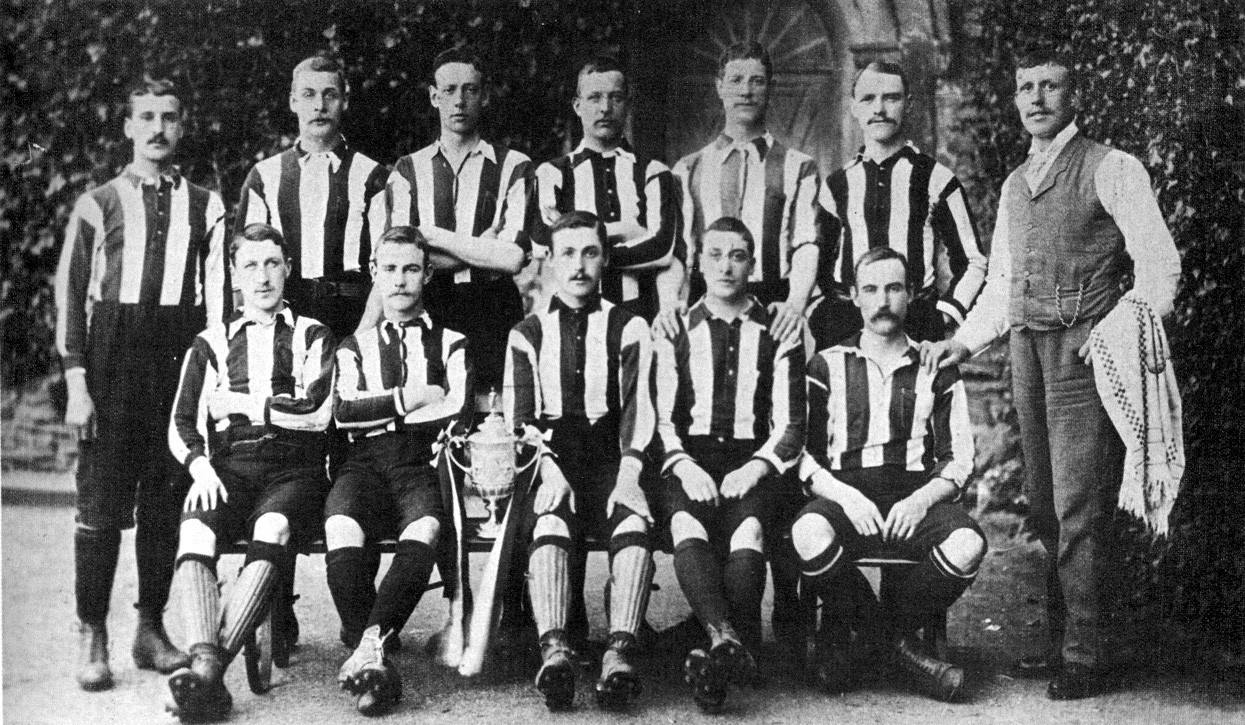
Notts Countys lag efter segern i FA-cupfinalen 1894.

Klubbens ligaplaceringar från och med 1888.

Klubben grundades 1862 och är en av de äldsta i världen. Av de klubbar som i dag spelar på professionell nivå är klubben den allra äldsta. Från början spelade man bara matcher internt inom klubben, men efter två år började man möta andra klubbar. Den första sådana matchen var mot en klubb kallad Trent Valley och spelades med 20 man per lag.
Under 1880-talet nådde klubben vid två tillfällen semifinal i FA-cupen och när The Football League drog igång säsongen 1888/89 var Notts County en av de tolv ursprungliga klubbarna. Säsongen 1890/91 nådde man en tredjeplats i The Football League och samma säsong spelade man final i FA-cupen, där det blev förlust med 1–3 mot Blackburn Rovers. Två säsonger senare åkte man ned till Second Division efter att ha kommit på 14:e plats i First Division och förlorat en så kallad test match mot Darwen. Säsongen efter det vann man FA-cupen efter vinst i finalen mot Bolton Wanderers med 4–1. Det var första gången som en klubb utanför den högsta divisionen vann FA-cupen.
Tre säsonger senare, 1896/97, vann klubben Second Division och även en test match mot Burnley och fick därmed återigen plats i First Division. Där tangerade man säsongen 1900/01 sin bästa ligaplacering med en tredjeplats. 1910 flyttade klubben till Meadow Lane, där man spelar än i dag. Säsongen 1912/13 kom man näst sist och åkte ned till Second Division. Den divisionen vann klubben på första försöket.
När ligaspelet återupptogs efter första världskriget säsongen 1919/20 kom Notts County näst sist i First Division och åkte ned till Second Division. Tre säsonger senare var man divisionssegrare igen och kom tillbaka till First Division. Ytterligare tre säsonger senare kom man sist och åkte ned igen. Säsongen 1929/30 kom man sist även i Second Division och åkte för första gången ned till den tredje högsta divisionen, närmare bestämt Third Division South. Där blev man genast divisionssegrare och var tillbaka i Second Division, men bara i fyra säsonger innan en sistaplats innebar nedflyttning till Third Division South.
Notts County spelade därefter i Third Division South till och med säsongen 1949/50 (med uppehåll för andra världskriget), då man vann divisionen och flyttades upp. Detta var delvis tack vare den mycket uppmärksammade och rekorddyra värvningen 1947 av den engelska landslagsspelaren Tommy Lawton från Chelsea, som drog stora åskådarskaror till klubbens hemmamatcher. Säsongen 1949/50 var hemmasnittet till exempel över 34 000. Därefter följde åtta säsonger i Second Division innan man säsongen 1957/58 kom näst sist och åkte ned till den ombildade Third Division. Nästföljande säsong kom klubben näst sist även i Third Division och åkte för första gången ned till Fourth Division. Sejouren där blev bara ettårig då man gick upp igen via en andraplats. Fyra säsonger senare, 1963/64, blev man sist i Third Division och det dröjde till säsongen 1970/71 innan man kunde lämna ligans källare via en förstaplats i Fourth Division. Bara två säsonger senare gick man upp igen när man blev tvåa i Third Division och säsongen 1980/81 kom man tvåa även i Second Division och var tillbaka i First Division för första gången sedan säsongen 1925/26. Samma säsong gick man även till final i Anglo-Scottish Cup, där det dock blev förlust mot Chesterfield.

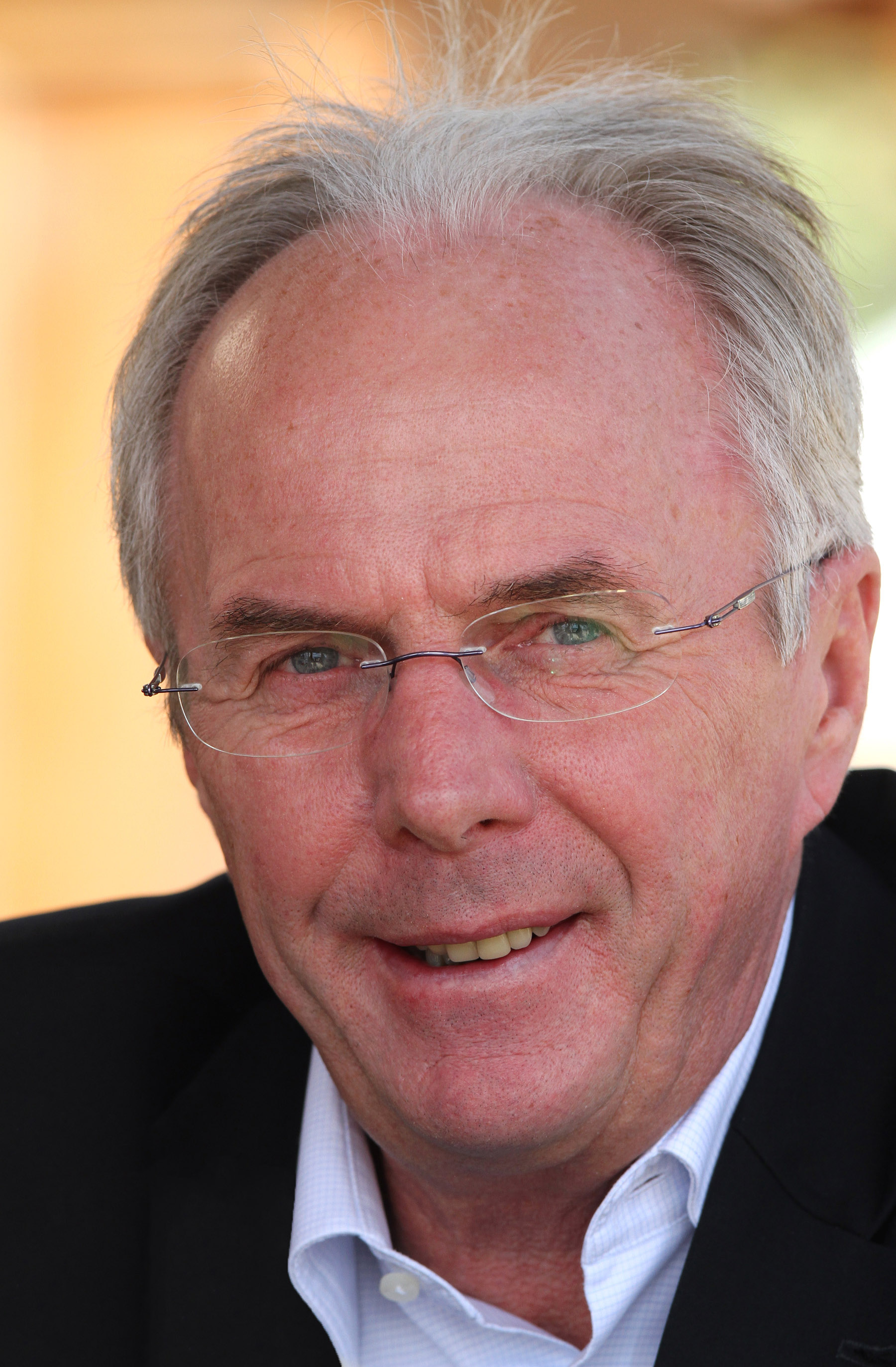
Sven-Göran Eriksson var klubbens sportchef under en del av säsongen 2009/10.

De två första säsongerna efter återkomsten till First Division kom Notts County på 15:e plats, men säsongen 1983/84 kom man näst sist och åkte ur. Det bar sig inte bättre än att klubben åkte ur Second Division direkt efter att ha kommit tredje sist. Den femte säsongen i Third Division gick klubben upp efter playoff och säsongen efter det hände samma sak fast i Second Division. Klubben spelade därför säsongen 1991/92 återigen i First Division. Där blev det dock bara en säsong eftersom man åkte ur efter att ha kommit näst sist.
Säsongen 1993/94 gick Notts County till final i Anglo-italienska cupen, där man förlorade mot Brescia med 0–1 på Wembley. Säsongen efter vann man dock finalen i samma cup mot Ascoli med 2–1, igen på Wembley. Samma säsong kom man dock sist i First Division (Second Division hade döpts om till First Division efter skapandet av FA Premier League 1992) och åkte ned till Second Division. Bara två säsonger senare kom man sist igen och fann sig degraderade till den fjärde högsta divisionen, där man inte spelat sedan säsongen 1970/71.
Notts County vann Third Division direkt säsongen 1997/98 och spelade därefter sex säsonger i Second Division innan man kom näst sist säsongen 2003/04 och åkte ned till den då omdöpta fjärdedivisionen League Two. Man var nära att åka ur The Football League säsongerna 2005/06 och 2007/08, men säsongen 2009/10 vann man divisionen trots en turbulent säsong där bland annat Sven-Göran Eriksson kom och gick som sportchef och Hans Backe gjorde detsamma som tränare. Efter fem säsonger i League One kom man fjärde sist och åkte ned till League Two säsongen 2014/15.
2019 blev klubben nedflyttad till National League efter 131 år i Football League.[2]
Den 17 maj 2023 vann Notts County kvalfinalen till League Two mot Chesterfield efter avgörande i straffsparksläggning. Matchen spelades på Wembley inför 38 138 åskådare. Ställningen var 1-1 vid full tid, 2-2 efter förlängning och blev totalt 6-5 efter straffar efter att Chesterfield missat sin andra och fjärde straff medan Notts County missade en, den fjärde. Resultatet innebar att klubben efter fyra säsonger i National League åter var i fotbollens finrum. 
https://www.nottscountyfc.co.uk/matches/fixtures/first-team/202223/may/chesterfield-vs-notts-county-on-13-may-23/

## Tränare
Tidigare kända tränare för klubben har varit Sven-Göran Eriksson, Jimmy Sirrel, Neil Warnock, Howard Kendall och Sam Allardyce.

## Rivalitet

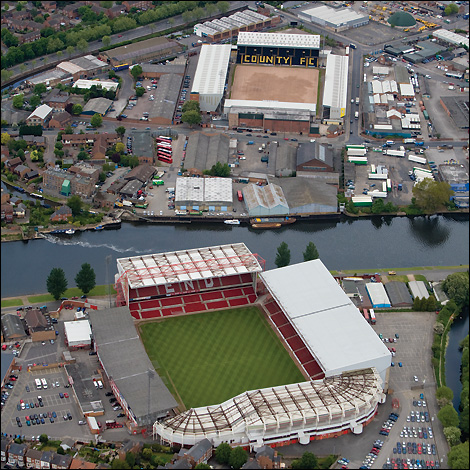
City Ground, Nottingham Forests hemmaarena, är bara 300 yards från Meadow Lane, Notts Countys hemmaarena; de två arenorna är de två närmaste arenorna i England.

City Ground är Nottingham Forests hemmaarena och bara 300 yards från Meadow Lane, Notts Countys hemmaarena. De två arenorna är de två närmaste arenorna i England. De är lokalrivaler i Nottingham. Fram till 1950-talet möttes klubbarna ofta i ligan, men därefter har derbymatcherna blivit mer sällsynta på grund av att de oftast har hört till olika divisioner. På senare år har därför Mansfield Town mer framstått som Notts Countys främsta lokalkonkurrenter.

## Meriter

### Liga
- Premier League eller motsvarande (nivå 1): Trea 1890/91, 1900/01 (högsta ligaplacering)
- The Championship eller motsvarande (nivå 2): Mästare 1896/97, 1913/14, 1922/23
- League One eller motsvarande (nivå 3): Mästare 1930/31 (South), 1949/50 (South)
- League Two eller motsvarande (nivå 4): Mästare 1970/71, 1997/98, 2009/10

### Cup
- FA-cupen: Mästare 1893/94
- Anglo-italienska cupen: Mästare 1994/95